# Wacław Ołtuszewski
Wacław Ołtuszewski (ur. 17 października 1901, zm. 12 lipca 1955) – polski botanik-palinolog.

## Życiorys

### Rodzina
Wacław Ołtuszewski urodził się w Węgrowie, a jego rodzicami byli Jan Ołtuszewski, właściciel 30–hektarowego majątku oraz Antonina z domu Podbielska. Od 1932 jego żoną była Karolina z Trzeciaków, nauczycielka i mieli córkę Grażynę (1934–1975).

### Wykształcenie i działalność naukowa
Uczęszczał do szkół w Węgrowie oraz Lublinie i w 1923 w tutejszym gimnazjum im. Staszica jako eksternista zdał egzamin maturalny. Od 1924 do 1928 był studentem Wydziału Matematyczno–Przyrodniczego Uniwersytetu Poznańskiego na którym studiował biologię oraz specjalizował się w botanice w której nauczycielem prowadzącym był profesor Adam Wodziczko. Do wybuchu II wojny światowej uczył w Rydzynie w gimnazjum Sułkowskich (w charakterze przyrodnika) oraz prowadząc równocześnie badania naukowe z zakresu palinologii. W 1939 po napisaniu pracy: Historia lasów Pojezierza Suwalsko-Augustowskiego w świetle analizy pyłkowej uzyskał stopień doktora nauk ścisłych.
Popularyzował także wiedzę przyrodniczą. Jako delegat Wojewódzkiego Komitetu Ochrony Przyrody na powiat leszczyński zajmował się inwentaryzacją pomników i zabytków przyrody tego rejonu, które ogłaszał drukiem.

### II wojna światowa i czasy powojenne
Przed wybuchem wojny był oficerem rezerwy 58 pułku piechoty w stopniu podporucznika. W maju 1939 r. został powołany do służby w batalionie Obrony Narodowej „Leszno” na stanowisko dowódcy III plutonu kompanii ON „Leszno II”. W jego składzie walczył w kampanii wrześniowej 1939. W okresie okupacji przebywał w oficerskich obozach jenieckich w Stargardzie, Kluczborku i Murnau VII A, w których uczestniczył w pracach oświatowych oraz był wykładowcą biologii na kursach nauczycielskich. Do kraju wrócił w czerwcu 1945 i zatrudnił się w kościańskim gimnazjum i liceum. Na Wydziale Lekarskim UP od 1946 pracował na stanowisku adiunkta Zakładu Biologii Ogólnej. Od 1952 adiunkt Katedry Botaniki Wyższej Szkoły Rolniczej w Poznaniu. Tytuł docenta uzyskał w 1955.

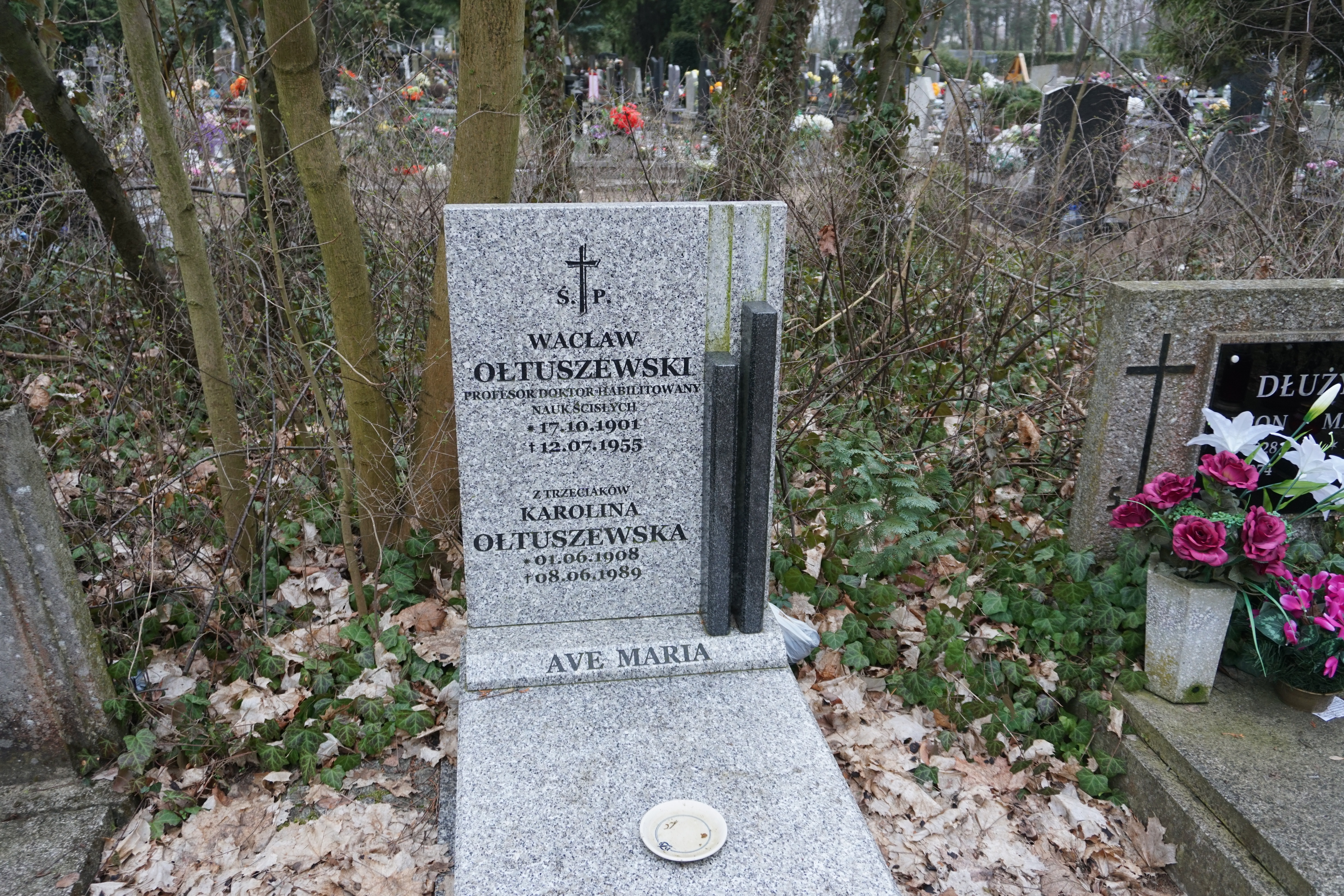
Grób Wacława Ołtuszewskiego na Cmentarzu Junikowo

## Dorobek
W jego dorobku znajduje się ogółem 20 prac z palinologii, dendrologii i ochrony przyrody, które opublikował. Pod względem palinologicznym w 1947 opracował torfowiska okolic Łodzi, rok później Łeby i południowo–zachodniej Wielkopolski oraz Pomorza w 1954. Pod względem drzewoznawstwa opracowywał parki podworskie Wielkopolski oraz pozostawiając w rękopisie wiele materiałów. Zamierzenia współpracy naukowej z przedstawicielami innych dyscyplin przerwała śmierć. Pochowany na cmentarzu junikowskim w Poznaniu (pole 6-5-A-5).